# Miskorblindi
Miskorblindi is een figuur in de Noordse mythologie. Hij zou de vader zijn van de zeereus Ægir, maar het enige argument daarvoor is dit fragment uit de Poëtische Edda:
De klip-bewoner zat daar,
gelukkig als een kind,
sterk lijkend op de zoon
van Miskorblindi.
Miskorblindi's naam betekent vermoedelijk 'verduisterd door mist', passend voor de vader van een oceaanreus. Dat Miskorblindi voor verwarring zorgde bij vroege vertalers, betoogt een foutieve Engelse vertaling die Ægir beschrijft als "lijkend op een blinde man". Misschien is Miskorblindi een andere naam voor de reus Ymir (of Aurgelmir), want uit zijn bloed werd de oceaan gevormd.
In Fundinn Noregr ('ontdekking van Noorwegen') is Ægir (Hlér genoemd) niet de zoon van Miskorblindi, maar de oude vorstreus Fornjótr die de vader is van Kári en Logi. Ook de betekenis van Fornjótrs naam is onduidelijk, maar een van de mogelijkheden, namelijk 'eeuwenoude reus', zou een verwijzing kunnen zijn naar de identificatie met Ymir, de oudste van alle wezens in de Noordse mythologie.

## Voetnoten
1. ↑  Een bijnaam van Ægir.
2. ↑  Bellows H. Poetic Edda, overgezet en opgemaakt door Odhinnsen A., Northvegr: Poetic Edda.
3. ↑  De Poëtische Edda, Grímnismál, strofe 40.
4. ↑  Chappell G., The Discovery of Norway, Engelse vertaling van Fundinn Noregr, 2004, Northvegr: The Discovery of Norway.

## Bron
- Jónsson F., Hymiskviða, online editie van de Universiteit van IJsland, 5 mei 2002.